# Alchemilla kerneri
Alchemilla kerneri é uma espécie de rosácea do gênero Alchemilla, pertencente à família Rosaceae.